# 冒鸞
冒鸞（1465年—？），字廷和，直隸揚州府泰州如皋縣人，軍籍，明朝政治人物。

## 生平
成化十六年（1480年）庚子科應天府鄉試第七十八名舉人。弘治六年（1493年）中式癸丑科會試第一百四十五名，二甲第五十七名進士。正德四年（1509年）二月由兵部郎中升福建布政司左参议。

## 家族
曾祖冒基；祖父冒釗；父冒瑺，監生。母闞氏。具庆下。弟凤、鹏。